# Blàtids
Els blàtids (Blattidae) són una família d'insectes de l'ordre Blattodea (paneroles). Conté moltes paneroles domèstiques comunes.

## Taxonomia
- Periplaneta americana, panerola americana.
- Eurycotis floridana, panerola de Florida.
- Blatta orientalis, panerola oriental.
- Periplaneta fuliginosa, panerola marró.
- Periplaneta australasiae, panerola australiana.
- Periplaneta brunnea, panerola marró.